# Custennin ab Iago
Custennin ab Iago (overleden 980) was een zoon van Iago ab Idwal, en dus een kleinzoon van Idwal Foel.
In 980 viel hij met vikingleider Godfrey Haraldsson Anglesey, het hart van het koninkrijk Gwynedd, binnen, waar Hywel ab Ieuaf het voorgaande jaar zijn vader Iago had verdreven. In een veldslag tegen Hywel werden de invallers verslagen. Custennin sneuvelde en Godfrey trok door naar het zuiden.